# Brđani
Brđani település Szerbiában, a Raskai körzet Novi Pazar községében.

## Népesség
- 1948-ban 367 lakosa volt.
- 1953-ban 465 lakosa volt.
- 1961-ben 525 lakosa volt.
- 1971-ben 524 lakosa volt.
- 1981-ben 503 lakosa volt.
- 1991-ben 379 lakosa volt.
- 2002-ben 195 lakosa volt, melyből 184 bosnyák (94,35%) és 11 szerb (5,64%)